# Milburn
Milburn är en by (village) och en civil parish i Cumbria i nordvästra England. Orten har 171 invånare (2001). Den har en kyrka och ett slott.